# Fu Manchu (musikgrupp)
Fu Manchu är ett stonerrockband från södra Kalifornien, USA som musikaliskt har sin inspiration från punkband som Black Flag, Bl'ast och Descendents. Samtidigt som man mixat detta med andra influenser från 70-talsrockband som tex. ZZ Top, Black Sabbath med flera. Ett annat av bandets kännetecken är det fuzziga gitarrljudet som klär in riffen. I många av låtarna sjunger bandet om 1970-talsreferenser med fokus på vans, skateboard och tjejer.

## Bandmedlemmar
Nuvarande medlemmar
- Scott Hill – sång, gitarr (1985– )
- Brad Davies – basgitarr, sång (1994– )
- Bob Balch – gitarr, sång (1996– )
- Scott Reeder (ej samma som basisten i Kyuss) – trummor, sång (2001– )

Tidigare medlemmar
- Brant Bjork – trummor (1996–2001) (tidigare i Kyuss, nu soloartist)
- Eddie Glass – gitarr (1993–1996) (nu i Nebula)
- Ruben Romano – trummor (1985–1996) (nu i Nebula och The Freeks)
- Glen Chivens – sång (1990)
- Greg McCaughey – basgitarr (1987–1990)
- Mark Abshire – basgitarr (1985–1987, 1990–1994)
- Scott Votaw – gitarr (1990–1993)
- Ken Pucci – sång (1985–1990)

## Diskografi
Studioalbum
- 1994 – No One Rides for Free
- 1995 – Daredevil
- 1996 – In Search of...
- 1997 – The Action is Go
- 1999 – Eatin' Dust
- 1999 – King of the Road
- 2002 – California Crossing
- 2004 – Start The Machine
- 2007 – We Must Obey
- 2009 – Signs Of Infinite Power
- 2014 – Gigantoid
- 2018 – Clone of the Universe

Livealbum
- 2003 – Go for it... Live!

Samlingsalbum
- 1998 – Return To Earth 91-93
- 1999 – (Godzilla's) Eatin' Dust

EP
- 2006 – Hung Out to Dry

Singlar
- 1990 – "Kept Between Trees"
- 1992 – "Senioritis"
- 1992 – "Pick-Up Summer"
- 1991 – "So Far Behind"